# غابة حيدرة
غابة حيدرة هي غابة تقع في حيدرة في منطقة متيجة بولاية الجزائر العاصمة، وتديرها هيئة المحافظة على غابات الجزائر تحت إشراف المديرية العامة للغابات (DGF).

## تاريخ
هي غابة ترفيهية تم إنشاؤها في عام 2010 كجزء من برنامج للحد من السكن العشوائي في ولاية الجزائر، افتتحت في عام 2015، بمساحة خضراء تمتد على 12 هكتار. وهي مشمولة ببرنامج إعادة تأهيل الغابات في الجزائر، حيث جهزت بملعب ومقاعد عامة وشبكة لجمع النفايات، بالإضافة الى زرع حوالي 9000 شجيرة من مختلف الأنواع بين عامي 2012 و 2014.

## الموقع والمساحة
تقع الغابة على بعد 18 كم شرق الجزائر العاصمة، و 70 كم شرق تيبازة و 4 كم من البحر الأبيض المتوسط. في بلدة حيدرة في متيجة. تغطي مساحة 12 هكتار.